# Фрідріх Сигізмунд Прусський
Принц Йоахім Віктор Вільгельм Леопольд Фрідріх Сигізмунд Прусський (нім. Joachim Viktor Wilhelm Leopold Friedrich Sigismund von Preußen; 17 грудня 1891, Потсдам, Німецька імперія — 6 липня 1927, Люцерн, Швейцарія) — прусський принц, спортсмен-вершник.

## Біографія
Фрідріх Сигізмунд — син принца Фрідріха Леопольда Прусського і принцеси Луїзи Софії Шлезвіг-Гольштейн-Зондербург-Аугустенбурзької. У сім'ї крім нього виховувалися ще троє дітей: старша сестра Вікторія Маргарита і молодші брати Фрідріх Карл і Фрідріх Леопольд. Як і всі принци Гогенцоллернів, Фрідріх Сигізмунд в 10 років отримав звання лейтенанта 1-го гвардійського піхотного полку, хоча спочатку не планувалося залучати його до активної військової служби. У Першу світову війну принц Фрідріх Сигізмунд в званні ротмістра служив у 2-му гвардійському гусарському полку імені королеви Вікторії Прусської. З настанням позиційного періоду війни принц Фрідріх Сигізмунд подав рапорт на переклад в Імперські військово-повітряні сили Німеччини, де дослужився до посади командира підрозділу фронтової авіації.
Після закінчення війни принц Фрідріх Сигізмунд захопився кінним спортом і спеціалізувався на виїздках та скачках по пересіченій місцевості. У 1924 році отримав звання чемпіона Німеччини з кінного спорту і повинен був представляти Німеччину на літніх Олімпійських іграх 1928 року в Амстердамі. В день проведення олімпійських змагань з манежної виїздки принц загинув в Люцерні в результаті нещасного випадку під час ранкового тренування на коні тракененської породи при перетині рову. Принц Фрідріх Сигізмунд похований у фамільному склепі в парку Клайн-Глініке.

## Нащадки
27 квітня 1916 року в Мисливському палаці Глініке принц Фрідріх Сигізмунд вступив у шлюб з принцесою Марією Луїзою Шаумбург-Ліппською (1897—1938), старшою дочкою принца Фрідріха Шаумбург-Ліппського і принцеси Луїзи Данської і, отже, онукою короля Данії Фредеріка VIII. Принцеса також займалася кінним спортом і з розумінням ставилася до захоплення Фрідріха Сигізмунда. У шлюбі народилися:
- Луїза Вікторія Маргарита Антуанетта Зіглінда Александріна Стефанія Тіра Прусська (1917-2009)
- Фрідріх Карл Прусський (1919-2006)

## Нагороди
- Орден Чорного орла (грудень 1901)
- Орден Червоного орла, великий хрест (1901)
- Орден Корони (Пруссія) 1-го класу (1901)
- Королівський орден дому Гогенцоллернів, великий командорський хрест (1901)
- Залізний хрест 2-го і 1-го класу
- Нагрудний знак військового пілота (Пруссія)